# 12581 Rovinj
12581 Rovinj este un asteroid din centura principală de asteroizi.

## Descriere
12581 Rovinj este un asteroid din centura principală de asteroizi. A fost descoperit pe 8 septembrie 1999 la Visnjan de Observatorul din Višnjan. Asteroidul prezintă o orbită caracterizată de o semiaxă mare de 2,26 ua, o excentricitate de 0,09 și o înclinație de 3,7° în raport cu ecliptica.